# John Ratcliffe
John Lee Ratcliffe (Mount Prospect, Illinois, 20 de octubre de 1965) es un abogado y político estadounidense. Afiliado al Partido Republicano, entre 2020 y 2021 sirvió como director de Inteligencia Nacional. Fue alcalde de Heath entre 2004 y 2012, y luego miembro de la Cámara de Representantes de los Estados Unidos por el 4.º distrito congresional de Texas entre 2015 y 2020. Durante su tiempo en el Congreso, Ratcliffe fue considerado uno de los miembros más conservadores.
El 12 de noviembre de 2024, el presidente electo Trump anunció que nominaría a Ratcliffe como director de la Agencia Central de Inteligencia. Fue confirmado por el Senado el 23 de enero de 2025, con una votación de 74 a 25, y asumió el cargo ese mismo dia.

## Educación
Ratcliffe se graduó de la Carbondale Community High School en Carbondale, Illinois. Obtuvo una Licenciatura en Artes en Gobierno y Estudios Internacionales de la Universidad de Notre Dame en 1987; y de la Facultad de Derecho de la Universidad Metodista del Sur con un Doctorado en Derecho en 1989.

## Posiciones ideológicas

### China
Ratcliffe pidió que se despojara a China de su derecho a celebrar los Juegos Olímpicos de Pekín de 2022  alegando «un encubrimiento masivo de los orígenes del virus (COVID-19)» y las «circunstancias que rodearon su brote inicial».

### Ciberseguridad
Ratcliffe fue presidente del Subcomité de Seguridad Nacional de la Cámara de Representantes sobre Ciberseguridad y Protección de Infraestructura durante el 115.º Congreso (2017-2019).
En marzo de 2014, Ratcliffe supervisó una audiencia del Congreso, que estudiaba formas de lograr que el sector privado y el Departamento de Seguridad Nacional cooperaran mejor para prevenir la actividad terrorista. Obtuvo el testimonio de varias organizaciones: Hitrust Alliance, Intel Security Group, Symantec, Palo Alto Networks y el New America's Open Technology Institute.
El 16 de diciembre de 2016, Barack Obama convirtió en ley pública la ley HR 5877 de Ratcliffe. El 2 de noviembre de 2017, Trump convirtió en ley pública la ley HR 1616 de Ratcliffe.

### Inmigración
Ratcliffe apoyó la Orden Ejecutiva 13769 de 2017 del presidente Donald Trump para prohibir la inmigración de siete países predominantemente musulmanes, declarando: «Aplaudo las acciones del presidente Trump para intensificar la investigación de los refugiados que intentan ingresar a nuestro país».

## Vida personal
Ratcliffe es católico. Ratcliffe y su esposa, Michele, viven con sus dos hijas en Heath, Texas.